# Янченко Микола Олександрович
Мико́ла Олекса́ндрович Я́нченко (нар. 1959, с. Канава, Вінницька область) — український естрадний співак і композитор, народний артист України (2016), заслужений артист України (2007).

## Біографія

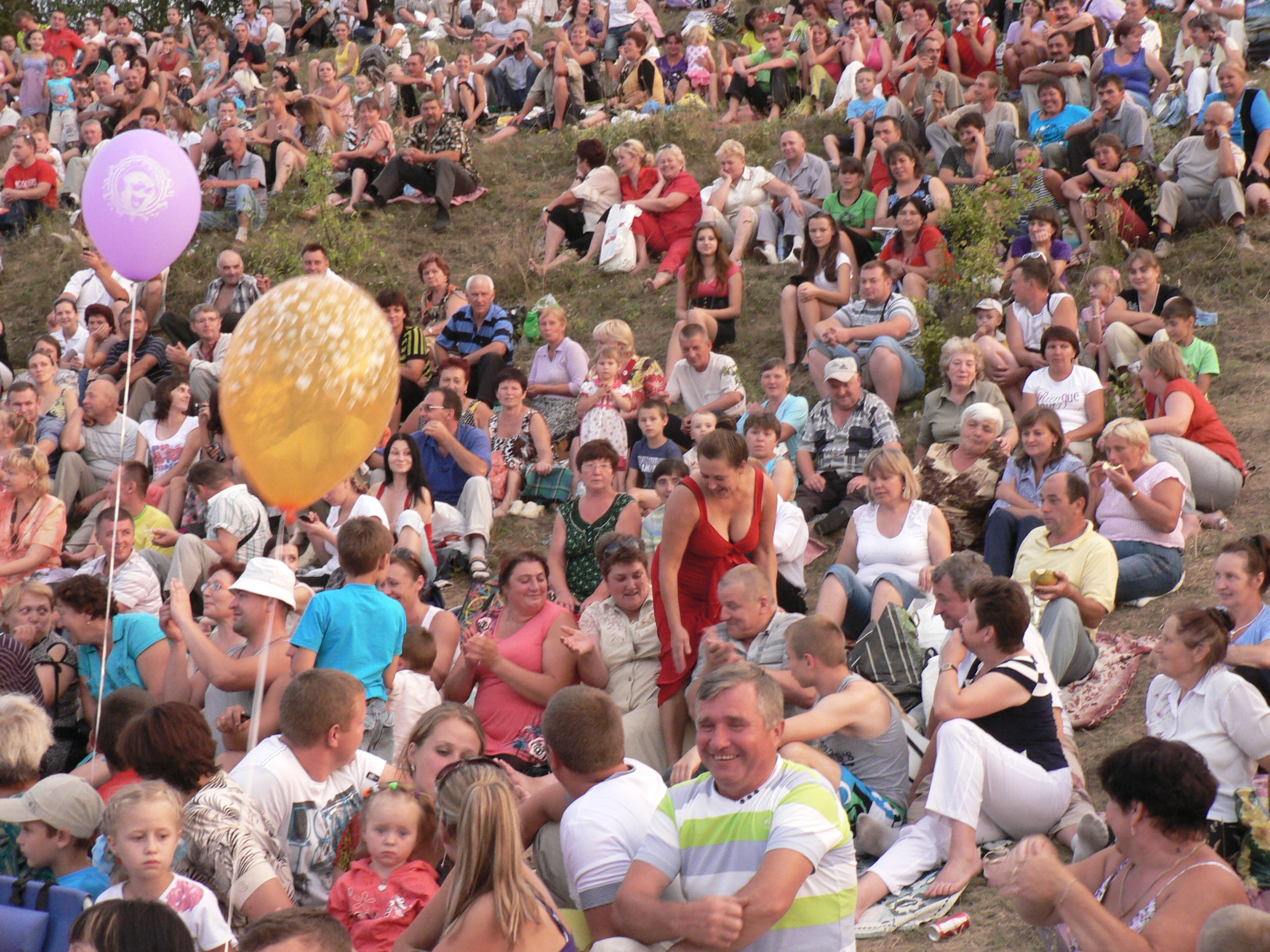
На фестивалі «Мамина піч» у Канаві

Микола Олександрович Янченко народився у 1959 р. в с. Канава Тиврівського району Вінницької області в селянській родині. Початкову і середню освіту отримав у навчальних закладах Канави, Колюхова, Сутисок. Закінчивши Тульчинське культурно-освітнє училище, отримав фах режисера драматичного колективу. Понад 20 років працював художнім керівником будинку культури в с. Моївка Чернівецького району Вінницької області.
Куратор творчої молоді та натхненник створення різноманітних мистецьких проектів і музикальних колективів, зокрема вокального дуету «Кохана, коханий».
Депутат Вінницької обласної ради кількох скликань. Член постійної комісії обласної ради з питань культури, духовної та історичної спадщини.

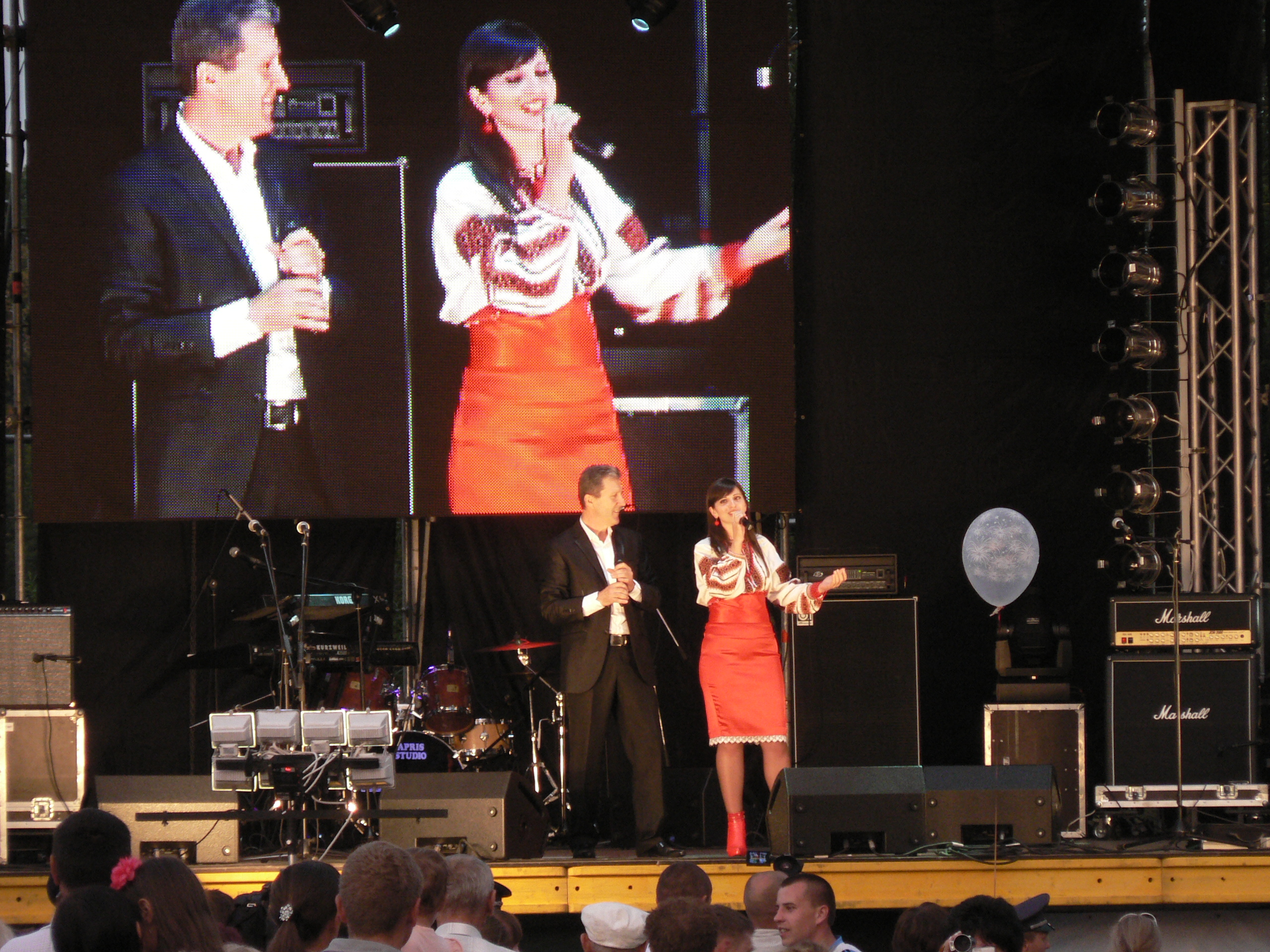
Микола Янченко на сцені в Канаві

Прихильник збереження малих поселень України. З 2008 р. — засновник і провідний організатор в Канаві у сільське престольне свято на пророка Іллі (2 серпня) щорічного етно-пісенного фестивалю «Мамина піч», на який традиційно збираються тисячі глядачів та потужний творчий колектив — від виконавця класичного українського пісенного репертуару народного артиста України Миколи Свидюка до рокового вокаліста Олександра Онофрійчука з гуртом «Strong Time».
Проживає у м. Вінниця.

## Творча діяльність
Активну пісенну і композиторську діяльність розпочав у 1993 р. Перша збірка пісень — «Моївське весілля». Всього написано понад 100 пісень, серед яких особливо популярними стали «Наливай, кума», «Дай Бог», «Перелаз». Чимало аудіоальбомів з'явилося завдяки співробітництву з вінницькою фірмою «Мед» (керівник — В. І. Маринчук), яка сприяє розвитку «зеленого туризму» на Вінниччині.
Провідна тема музичних доробків — любов до рідної землі, пропагування етнічної самобутності, джерел українства, одвічних людських цінностей — добра, віри, любові, поваги до батьків.

## Нагороди і почесні звання
- Народний артист України (22.08.2016)[1];
- Заслужений артист України (21.02.2007)[8].